# Pont-à-Mousson
Pont-à-Mousson es una comuna al noreste de Francia, en el departamento de Meurthe-et-Moselle. Es una población industrial (principalmente industria acerera), situada a orillas del río Mosela. Pont-à-Mousson tiene muchos monumentos, incluyendo una abadía de los Premonstratenses del siglo XVIII.

## Historia
Villa perteneciente al Ducado de Bar, en 1483 se unió al de Lorena. En 1572 Carlos III y su primo el Cardenal de Lorena fundaron una universidad jesuita, con el fin de extender la contrarreforma católica.
Fue ocupada por Francia en 1642, siendo devuelta a Carlos IV en 1661.

## Demografía
| 6 428 | 6 738 | 7 000 | 7 005 | 7 131 | 7 261 | 7 140 | 7 079 | 7 709 | 8 115 | abs. | 8 211 | 10 970 | 11 293 | 11 585 | 11 595 | 12 701 | 12 847 | 13 543 | 14 009 | 8 891 | 11 726 | 12 646 | 11 343 | 10 239 | 11 416 | 12 802 | 13 406 | 14 830 | 14 942 | 14 645 | 14 592 | 14 065 |
| Para los censos de 1962 a 1999 la población legal corresponde a la población sin duplicidades (Fuente: INSEE [Consultar]) |       |       |       |       |       |       |       |       |       |      |       |        |        |        |        |        |        |        |        |       |        |        |        |        |        |        |        |        |        |        |        |        |

## Miscelánea
Pont-à-Mousson fue el lugar de nacimiento de:
- John Barclay (1582-1621), satirista escocés y poeta latino
- Geraud Duroc (1772-1813), general francés
- Louis Camille Maillard (1878-1936), físico y químico francés.
- Pierre Lallement (1843-1891) Inventor